# Football Club de Metz 2021-2022
Questa voce raccoglie le informazioni riguardanti il Football Club de Metz nelle competizioni ufficiali della stagione 2021-2022.

## Stagione
Il Metz riparte per la stagione 2021-2022 forte dell'ottimo 10º posto (miglior risultato ottenuto negli ultimi 22 anni) della stagione passata. A differenza degli anni precedenti, sul mercato il Metz opta per la linea della continuità, confermando in panchina Frédéric Antonetti, non sacrificando i suoi pezzi pregiati e rafforzando la squadra con gli arrivi di Amine Bassi, Sofiane Alakouch, Sikou Niakaté, e Nicolas de Préville. A lasciare la squadra sono invece Leya Iseka, il cui prestito non viene rinnovato, Angban, ceduto al PFK Soci, Ambrose, che va in Belgio dopo due anni deludenti al Metz, Vagner, ceduto in prestito con diritto di riscatto al Sion, e il capitano John Boye, che decide di non rinnovare il contratto. Si segnala inoltre il rinnovo del prestito al Seraing di Georges Mikautadze, autore di un vero e proprio exploit in Belgio l'anno precedente. Appena prima della fine del mercato, il Metz cede inoltre Sarr al Tottenham per 20 milioni di euro, realizzando la propria cessione record. Il giocatore resta comunque in prestito ai granata fino al termine della stagione.
Al debutto in campionato il Metz riesce a bloccare sul 3-3 i campioni in carica del Lille, venendo rimontato nel finale dopo essersi portato sul 3-1. Il girone d'andata prosegue per i granata con pochi alti e molti bassi. La squadra fatica infatti a mantenere i ritmi della stagione precedente, che l'avevano portata ad una tranquilla salvezza, vincendo il suo primo match stagionale solo all'ottavo turno contro il Brest. Al termine dell'andata il Metz si ritrova quindi al 18º posto, con 3 sole vittorie all'attivo.
Nel tentativo di correre ai ripari (ma anche a causa delle numerose defezioni di giocatori africani tra gennaio e febbraio a causa della coppa d'Africa) nel corso del mercato invernale il Metz subisce una vera e propria rivoluzione, con le cessioni in prestito di Alakouch, Bassi, Tchimbembé, Sabaly e Gueye e gli arrivi di Jemerson, Candé e Kana-Biyik in difesa, Amadou a centrocampo e Mafouta e Lamkel Zé in attacco. Malgrado ciò, il Metz continua a faticare anche nel girone di ritorno, complice anche una certa indisciplina in campo (i granata sono la squadra con più espulsioni in Ligue 1) e fuori, con l'allenatore Antonetti che a febbraio viene squalificato per 7 partite (più 3 di sospensione) dopo il match col Lille a causa di un accesso scontro con un dirigente rivale. La situazione per il Metz precipita ad aprile, quando i granata perdono lo scontro diretto col Bordeaux (fin lì ultimo in classifica a pari punti col Metz) e ottengono un inutile pareggio col Clermont Foot. Una serie di tre risultati utili di fila (e 7 punti) a maggio rilancia le speranze dei granata di poter raggiungere quantomeno il piazzamento valido per i playoff salvezza, ma la pesante sconfitta all'ultimo turno contro i campioni del PSG (5-0) decreta la retrocessione del Metz in Ligue 2 dopo 3 anni in prima divisione.

## Organizzazione
Organigramma societario
- Presidente: Bernard Serin
- Vicepresidente: Carlo Molinari, Jean-Luc Muller
- Direttore Generale: Hélène Schrub
- Direttore sportivo: Philippe Gaillot
- Capo osservatori: Frédéric Arpinon
- Responsabile tecnico della formazione: Sébastien Muet
- Assistente esecutivo: Delphine Kreutzer
- Analista video: Maxime Bouffaut
- Direttore finanziario: Jean-Yves Costa
- Direttore commerciale: Yann Kaysen
- Assistente commerciale: Léonie Sallerin
- Responsabile biglietteria ed eventi: Bertrand Fenot
- Responsabile pubblicità: Maryline Bani Frentzel
- Responsabile comunicazione: Julie Decker
- Responsabile organizzazione e sicurezza stadio: Jean-François Girard

Staff tecnico
- Allenatore : Frédéric Antonetti
- Viceallenatore : Jean-Marie De Zerbi
- Collaboratore tecnico : Benoît Tavenot
- Team manager : Kevin Lejeune
- Preparatore atletico : Florian Simon
- Preparatore atletico : Aurélien Denotti
- Preparatore portieri : Christophe Marichez

Staff medico
- Medico sociale : Patrice L'Huillier
- Kinesioterapista : Jacques Muller
- Kinesioterapista : Jean-Marie Leleux

## Rosa
Rosa aggiornata al 18 aprile 2022.
| N. |                          | Ruolo | Calciatore            |
| -- | ------------------------ | ----- | --------------------- |
| 1  | Francia (bandiera)       | P     | David Oberhauser      |
| 2  | Tunisia (bandiera)       | D     | Dylan Bronn           |
| 3  | Francia (bandiera)       | D     | Matthieu Udol         |
| 4  | Francia (bandiera)       | D     | Sikou Niakaté         |
| 5  | Brasile (bandiera)       | D     | Jemerson              |
| 6  | Mali (bandiera)          | C     | Mamadou Fofana        |
| 6  | Francia (bandiera)       | C     | Kévin N'Doram         |
| 7  | Senegal (bandiera)       | A     | Ibrahima Niane        |
| 8  | Mali (bandiera)          | C     | Boubacar Traoré       |
| 9  | Georgia (bandiera)       | A     | Georges Mikautadze    |
| 9  | Francia (bandiera)       | A     | Nicolas de Préville   |
| 10 | Algeria (bandiera)       | C     | Farid Boulaya         |
| 11 | Senegal (bandiera)       | A     | Opa Nguette           |
| 12 | Francia (bandiera)       | C     | Warren Tchimbembé     |
| 13 | Guinea-Bissau (bandiera) | D     | Fali Candé            |
| 13 | Senegal (bandiera)       | C     | Cheikh Tidiane Sabaly |
| 14 | Francia (bandiera)       | C     | Vincent Pajot         |
| 15 | Senegal (bandiera)       | C     | Pape Matar Sarr       |
| 16 | Algeria (bandiera)       | P     | Alexandre Oukidja     |
| 17 | Francia (bandiera)       | D     | Thomas Delaine        |

| N. |                               | Ruolo | Calciatore            |
| -- | ----------------------------- | ----- | --------------------- |
| 18 | Francia (bandiera)            | D     | Fabien Centonze       |
| 19 | Costa d'Avorio (bandiera)     | C     | Habib Maïga           |
| 20 | Senegal (bandiera)            | A     | Lamine Gueye          |
| 21 | Marocco (bandiera)            | C     | Amine Bassi           |
| 22 | Camerun (bandiera)            | A     | Didier Lamkel Zé      |
| 22 | Francia (bandiera)            | D     | Sofiane Alakouch      |
| 23 | Mali (bandiera)               | D     | Boubakar Kouyaté      |
| 24 | Francia (bandiera)            | A     | Lenny Joseph          |
| 25 | Francia (bandiera)            | D     | William Mikelbrencis  |
| 26 | Senegal (bandiera)            | A     | Pape Ndiaga Yade      |
| 27 | Capo Verde (bandiera)         | A     | Vagner Gonçalves      |
| 27 | Camerun (bandiera)            | D     | Jean-Armel Kana-Biyik |
| 28 | Martinica (bandiera)          | D     | Manuel Cabit          |
| 29 | Francia (bandiera)            | D     | Lenny Lacroix         |
| 30 | Francia (bandiera)            | P     | Marc-Aurèle Caillard  |
| 32 | Camerun (bandiera)            | D     | Ibrahim Amadou        |
| 33 | Senegal (bandiera)            | D     | Amadou Salif Mbengue  |
| 34 | Rep. Centrafricana (bandiera) | A     | Louis Mafouta         |
| 40 | Senegal (bandiera)            | P     | Ousmane Ba            |

## Calciomercato

### Sessione estiva
| Acquisti         | Acquisti              | Acquisti                | Acquisti      |
| R.               | Nome                  | da                      | Modalità      |
| ---------------- | --------------------- | ----------------------- | ------------- |
| D                | Sofiane Alakouch      | Nîmes                   | definitivo    |
| C                | Amine Bassi           | Nancy                   | definitivo    |
| A                | Nicolas de Préville   | svincolato              | definitivo    |
| A                | Lenny Joseph          | Le Puy Foot 43 Auvergne | definitivo    |
| P                | David Oberhauser      | Le Puy Foot 43 Auvergne | definitivo    |
| D                | Sikou Niakaté         | Guingamp                | definitivo    |
| C                | Pape Matar Sarr       | Tottenham               | prestito      |
| Altre operazioni |                       |                         |               |
| R.               | Nome                  | da                      | Modalità      |
| A                | Georges Mikautadze    | Seraing                 | fine prestito |
| C                | Cheikh Tidiane Sabaly | Pau FC                  | fine prestito |

| Cessioni | Cessioni           | Cessioni    | Cessioni       |
| R.       | Nome               | a           | Modalità       |
| -------- | ------------------ | ----------- | -------------- |
| A        | Thierry Ambrose    | KV Oostende | definitivo     |
| C        | Victorien Angban   | PFK Soci    | definitivo     |
| D        | Ernest Boahene     | -           | fine contratto |
| D        | John Boye          | -           | fine contratto |
| D        | Mamadou Fofana     | Amiens      | definitivo     |
| A        | Aaron Leya Iseka   | Tolosa      | fine prestito  |
| C        | Youssef Maziz      | Seraing     | prestito       |
| A        | Georges Mikautadze | Seraing     | prestito       |
| A        | Amadou N'Diaye     | Le Mans     | prestito       |
| C        | Pape Matar Sarr    | Tottenham   | definitivo     |
| A        | Vagner             | Sion        | prestito       |

### Fuori dalla finestra di mercato
| Acquisti | Acquisti | Acquisti | Acquisti   |
| R.       | Nome     | da       | Modalità   |
| -------- | -------- | -------- | ---------- |
| D        | Jemerson | -        | svincolato |

### Sessione invernale
| Acquisti | Acquisti              | Acquisti        | Acquisti   |
| R.       | Nome                  | da              | Modalità   |
| -------- | --------------------- | --------------- | ---------- |
| C        | Ibrahim Amadou        | svincolato      | definitivo |
| D        | Fali Candé            | Portimonense    | definitivo |
| A        | Louis Mafouta         | Neuchâtel Xamax | prestito   |
| D        | Jean-Armel Kana-Biyik | svincolato      | definitivo |

| Cessioni | Cessioni              | Cessioni            | Cessioni |
| R.       | Nome                  | a                   | Modalità |
| -------- | --------------------- | ------------------- | -------- |
| D        | Sofiane Alakouch      | Losanna             | prestito |
| C        | Amine Bassi           | Barnsley            | prestito |
| A        | Lamine Gueye          | Paris Football Club | prestito |
| C        | Cheikh Tidiane Sabaly | Quevilly-Rouen      | prestito |
| C        | Warren Tchimbembé     | Mirandés            | prestito |

### Fuori dalla finestra di mercato
| Acquisti | Acquisti         | Acquisti | Acquisti |
| R.       | Nome             | da       | Modalità |
| -------- | ---------------- | -------- | -------- |
| A        | Didier Lamkel Zé | Antwerp  | prestito |

## Risultati

### Ligue 1

#### Girone di andata
| Arbitro: | Eric Wattellier |

|                            |           |                                           |
| Centonze 31’, 52’ Udol 42’ | Marcatori | 23’ Botman 81’ Ikoné 90+7’ (aut.) Oukidja |

| Arbitro: | Hamel |

|                         |           |  |
| Kolo Muani 12’ Blas 49’ | Marcatori |  |

| Arbitro: | Batta |

|           |           |            |
| Maïga 14’ | Marcatori | 7’ Munetsi |

| Arbitro: | El Hadj |

|                                |           |                                    |
| Niakaté 35’ (aut.) Rashani 58’ | Marcatori | 10’ (rig.) Niane 29’ (aut.) Desmas |

| Arbitro: | Pierre Gaillouste |

|  |           |                              |
|  | Marcatori | 50’ Rodrigues 84’ Chavalerin |

| Arbitro: | Eric Wattellier |

|                                   |           |  |
| Ajorque 6’ (rig.) Diallo 26’, 40’ | Marcatori |  |

| Arbitro: | Jérémie Pignard |

|             |           |                  |
| Kouyaté 39’ | Marcatori | 5’, 90+4’ Hakimi |

| Arbitro: | Delajod |

|                   |           |                              |
| Faivre 68’ (rig.) | Marcatori | 26’ de Préville 74’ Centonze |

| Arbitro: | Frappart |

|                                   |           |                       |
| Cho 53’ Mangani 66’ Bahoken 90+3’ | Marcatori | 10’ Bronn 58’ Boulaya |

| Arbitro: | Millot |

|  |           |                                      |
|  | Marcatori | 24’ Laborde 37’ Sulemana 45’ Terrier |

| Arbitro: | Jérémie Pignard |

|                                         |           |                 |
| Saïd 14’, 37’ Ganago 83’ Frankowski 90’ | Marcatori | 33’ de Préville |

| Arbitro: | Frappart |

|            |           |            |
| Boulaya 9’ | Marcatori | 16’ Khazri |

| Marsiglia 7 novembre 2021, ore 13:00 CEST 13ª giornata | Olympique Marsiglia | 0 – 0 referto | Metz | Stadio Vélodrome (0 spett.)\| Arbitro: \| Brisard \| |
| Arbitro:                                               | Brisard             |               |      |                                                      |

| Arbitro: | Millot |

|                                  |           |                         |
| de Préville 45’ Nguette 51’, 70’ | Marcatori | 17’ Elis 39’, 67’ Oudin |

| Arbitro: | Letexier |

|  |           |              |
|  | Marcatori | 31’ Centonze |

| Arbitro: | Buquet |

|                 |           |                                      |
| de Préville 70’ | Marcatori | 36’ Savanier 45+1’ Mavididi 48’ Wahi |

| Arbitro: | Bastien Dechepy |

|                                                       |           |  |
| Diop 2’ Volland 44’ (rig.) Martins 57’ Ben Yedder 87’ | Marcatori |  |

| Arbitro: | Wattellier |

|                                              |           |          |
| Sarr 5’ Jenz 9’ (aut.) Boulaya 19’ Niane 80’ | Marcatori | 69’ Jenz |

| Arbitro: | Pierre Gaillouste |

|            |           |            |
| Lukeba 56’ | Marcatori | 58’ Traoré |

#### Girone di ritorno
| Arbitro: | Gautier |

|  |           |                          |
|  | Marcatori | 50’ Ajorque 90+1’ Aholou |

| Arbitro: | Jeremie Pignard |

|  |           |           |
|  | Marcatori | 61’ Niane |

| Arbitro: | Delerue |

|  |           |                              |
|  | Marcatori | 58’ Thuram 86’ (rig.) Gouiri |

| Troyes 6 febbraio 2022, ore 15:00 CEST 23ª giornata | Troyes            | 0 – 0 referto | Metz | Stade de l'Aube\| Arbitro: \| Pierre Gaillouste \| |
| Arbitro:                                            | Pierre Gaillouste |               |      |                                                    |

| Arbitro: | Wattellier |

|           |           |                       |
| Maïga 52’ | Marcatori | 26’ Bakambu 82’ Milik |

| Lilla 18 febbraio 2022, ore 21:00 CEST 25ª giornata | Lilla           | 0 – 0 referto | Metz | Stadio Pierre Mauroy\| Arbitro: \| Bastien Dechepy \| |
| Arbitro:                                            | Bastien Dechepy |               |      |                                                       |

| Metz 27 febbraio 2022, ore 15:00 CEST 26ª giornata | Metz  | 0 – 0 referto | Nantes | Stade Saint-Symphorien\| Arbitro: \| Batta \| |
| Arbitro:                                           | Batta |               |        |                                               |

| Arbitro: | Jérémy Stinat |

|             |           |  |
| Bouanga 52’ | Marcatori |  |

| Metz 13 marzo 2022, ore 15:00 CEST 28ª giornata | Metz    | 0 – 0 referto | Lens | Stade Saint-Symphorien\| Arbitro: \| Delerue \| |
| Arbitro:                                        | Delerue |               |      |                                                 |

| Arbitro: | Delajod |

|                                                           |           |             |
| Terrier 18’ (rig.), 27’ Guirassy 40’, 54’, 64’ Traoré 59’ | Marcatori | 87’ Mafouta |

| Arbitro: | Brisard |

|            |           |                          |
| Amadou 62’ | Marcatori | 46’ Ben Yedder 72’ Boadu |

| Arbitro: | Jérémie Pignard |

|                                |           |               |
| Mangas 52’ Niang 68’ Hwang 88’ | Marcatori | 21’ Lamkel Zé |

| Arbitro: | Pierre Gaillouste |

|                 |           |            |
| de Préville 24’ | Marcatori | 37’ Dossou |

| Arbitro: | Lesage |

|                |           |  |
| Ouattara 90+4’ | Marcatori |  |

| Arbitro: | Batta |

|  |           |             |
|  | Marcatori | 27’ Belaïli |

| Arbitro: | Turpin |

|                        |           |                         |
| Souquet 80’ Wahi 90+2’ | Marcatori | 24’ Delaine 70’ Mafouta |

| Arbitro: | Wattellier |

|                                     |           |                  |
| Pajot 27’ Lamkel Zé 40’ Boulaya 90’ | Marcatori | 43’, 84’ Dembélé |

| Arbitro: | Jérémie Pignard |

|               |           |  |
| Lamkel Zé 50’ | Marcatori |  |

| Arbitro: | Gautier |

|                                              |           |  |
| Mbappé 25’, 28’, 50’ Neymar 31’ Di María 67’ | Marcatori |  |

### Coupe de France

#### Fase finale
| Bergerac 19 dicembre 2021, ore 13:45 CEST Trentaduesimi di finale                                                   | Bergerac             | 0 – 0                            | Metz | Stade de Campréal |
| \| \| \| \| \| Fachan Escarpit Ducros Mingoua M'Laab \| Tiri di rigore 5 – 4 \| Niane Sarr Yade Jemerson Boulaya \| |                      |                                  |      |                   |
| |                      |                                  |      |                   |
| Fachan Escarpit Ducros Mingoua M'Laab                                                                               | Tiri di rigore 5 – 4 | Niane Sarr Yade Jemerson Boulaya |      |                   |

## Statistiche

### Statistiche di squadra
Statistiche aggiornate al 21 maggio 2022.
| Competizione    | Punti | In casa | In casa | In casa | In casa | In casa | In casa | In trasferta | In trasferta | In trasferta | In trasferta | In trasferta | In trasferta | Totale | Totale | Totale | Totale | Totale | Totale | DR  |
| Competizione    | Punti | G       | V       | N       | P       | Gf      | Gs      | G            | V            | N            | P            | Gf           | Gs           | G      | V      | N      | P      | Gf     | Gs     | DR  |
| --------------- | ----- | ------- | ------- | ------- | ------- | ------- | ------- | ------------ | ------------ | ------------ | ------------ | ------------ | ------------ | ------ | ------ | ------ | ------ | ------ | ------ | --- |
| Ligue 1         | 31    | 19      | 3       | 7       | 9       | 21      | 31      | 19           | 3            | 6            | 10           | 14           | 38           | 38     | 6      | 13     | 19     | 35     | 69     | -34 |
| Coupe de France | -     | -       | -       | -       | -       | -       | -       | 1            | 0            | 1            | 0            | 0            | 0            | 1      | 0      | 1      | 0      | 0      | 0      | 0   |
| Totale          | -     | 19      | 3       | 7       | 9       | 21      | 31      | 20           | 3            | 7            | 10           | 14           | 38           | 39     | 6      | 14     | 19     | 35     | 69     | -34 |

### Andamento in campionato
| Giornata  | 1 | 2  | 3  | 4  | 5  | 6  | 7  | 8  | 9  | 10 | 11 | 12 | 13 | 14 | 15 | 16 | 17 | 18 | 19 | 20 | 21 | 22 | 23 | 24 | 25 | 26 | 27 | 28 | 29 | 30 | 31 | 32 | 33 | 34 | 35 | 36 | 37 | 38 |
| --------- | - | -- | -- | -- | -- | -- | -- | -- | -- | -- | -- | -- | -- | -- | -- | -- | -- | -- | -- | -- | -- | -- | -- | -- | -- | -- | -- | -- | -- | -- | -- | -- | -- | -- | -- | -- | -- | -- |
| Luogo     | C | T  | C  | T  | C  | T  | C  | T  | T  | C  | T  | C  | T  | C  | T  | C  | T  | C  | T  | C  | T  | C  | T  | C  | T  | C  | T  | C  | T  | C  | T  | C  | T  | C  | T  | C  | C  | T  |
| Risultato | N | P  | N  | N  | P  | P  | P  | V  | P  | P  | P  | N  | N  | N  | V  | P  | P  | V  | N  | P  | V  | P  | N  | P  | N  | N  | P  | N  | P  | P  | P  | N  | P  | P  | N  | V  | V  | P  |
| Posizione | 6 | 15 | 14 | 15 | 18 | 20 | 20 | 18 | 18 | 18 | 19 | 19 | 20 | 20 | 19 | 19 | 19 | 18 | 18 | 18 | 16 | 18 | 18 | 19 | 19 | 18 | 19 | 19 | 19 | 19 | 20 | 20 | 20 | 20 | 20 | 19 | 18 | 19 |

Fonte:  Classements, su ligue1.fr, LFP. URL consultato il 31 maggio 2022 (archiviato dall'url originale il 2 febbraio 2020).
Legenda:

Luogo: C = Casa; T = Trasferta. Risultato: V = Vittoria; N = Pareggio; P = Sconfitta.

### Statistiche dei giocatori
| Giocatore        | Ligue 1  | Ligue 1 | Ligue 1     | Ligue 1    | Coupe de France | Coupe de France | Coupe de France | Coupe de France | Totale   | Totale | Totale      | Totale     |
| Giocatore        | Presenze | Reti    | Ammonizioni | Espulsioni | Presenze        | Reti            | Ammonizioni     | Espulsioni      | Presenze | Reti   | Ammonizioni | Espulsioni |
| ---------------- | -------- | ------- | ----------- | ---------- | --------------- | --------------- | --------------- | --------------- | -------- | ------ | ----------- | ---------- |
| D. Oberhauser    | 0        | 0       | 0           | 0          | 0               | 0               | 0               | 0               | 0        | 0      | 0           | 0          |
| A. Oukidja       | 21       | -39     | 2           | 1          | 0               | 0               | 0               | 0               | 21       | -39    | 2           | 1          |
| M.A. Caillard    | 19       | -30     | 1           | 0          | 1               | -1              | 0               | 0               | 20       | -31    | 1           | 0          |
| O. Ba            | 0        | 0       | 0           | 0          | 0               | 0               | 0               | 0               | 0        | 0      | 0           | 0          |
| D. Bronn         | 30       | 1       | 10          | 1          | 0               | 0               | 0               | 0               | 30       | 1      | 10          | 1          |
| Jemerson         | 15       | 0       | 3           | 2          | 1               | 0               | 0               | 0               | 16       | 0      | 3           | 2          |
| F. Candé         | 11       | 0       | 2           | 0          | 0               | 0               | 0               | 0               | 11       | 0      | 2           | 0          |
| M. Udol          | 12       | 1       | 0           | 0          | 0               | 0               | 0               | 0               | 12       | 1      | 0           | 0          |
| S. Niakaté       | 12       | 0       | 2           | 0          | 0               | 0               | 0               | 0               | 12       | 0      | 2           | 0          |
| T. Delaine       | 29       | 1       | 4           | 0          | 0               | 0               | 0               | 0               | 29       | 1      | 4           | 0          |
| F. Centonze      | 19       | 4       | 3           | 0          | 0               | 0               | 0               | 0               | 19       | 4      | 3           | 0          |
| S. Alakouch      | 4        | 0       | 1           | 0          | 1               | 0               | 0               | 0               | 5        | 0      | 1           | 0          |
| B. Kouyaté       | 30       | 1       | 8           | 1          | 1               | 0               | 0               | 0               | 31       | 1      | 8           | 1          |
| W. Mikelbrencis  | 9        | 0       | 0           | 0          | 0               | 0               | 0               | 0               | 9        | 0      | 0           | 0          |
| J. A. Kana-Biyik | 10       | 0       | 1           | 0          | 0               | 0               | 0               | 0               | 10       | 0      | 1           | 0          |
| M. Cabit         | 0        | 0       | 0           | 0          | 0               | 0               | 0               | 0               | 0        | 0      | 0           | 0          |
| L. Lacroix       | 3        | 0       | 0           | 0          | 0               | 0               | 0               | 0               | 3        | 0      | 0           | 0          |
| I. Amadou        | 10       | 1       | 4           | 0          | 0               | 0               | 0               | 0               | 10       | 1      | 4           | 0          |
| A.S. Mbengue     | 12       | 0       | 4           | 0          | 1               | 0               | 0               | 0               | 13       | 0      | 4           | 0          |
| K. N'Doram       | 19       | 0       | 5           | 0          | 0               | 0               | 0               | 0               | 19       | 0      | 5           | 0          |
| M. Fofana        | 1        | 0       | 0           | 0          | 0               | 0               | 0               | 0               | 1        | 0      | 0           | 0          |
| B. Traoré        | 27       | 1       | 7           | 0          | 1               | 0               | 0               | 0               | 28       | 1      | 7           | 0          |
| W. Tchimbembé    | 9        | 0       | 0           | 0          | 0               | 0               | 0               | 0               | 9        | 0      | 0           | 0          |
| C.T. Sabaly      | 6        | 0       | 0           | 0          | 1               | 0               | 0               | 0               | 7        | 0      | 0           | 0          |
| V. Pajot         | 30       | 1       | 6           | 1          | 1               | 0               | 0               | 0               | 31       | 1      | 6           | 1          |
| P. Matar Sarr    | 33       | 1       | 7           | 0          | 1               | 0               | 0               | 0               | 34       | 1      | 7           | 0          |
| H. Maïga         | 17       | 2       | 6           | 0          | 0               | 0               | 0               | 0               | 17       | 2      | 6           | 0          |
| A. Bassi         | 5        | 0       | 0           | 0          | 1               | 0               | 0               | 0               | 6        | 0      | 0           | 0          |
| I. Niane         | 26       | 3       | 2           | 1          | 1               | 0               | 0               | 0               | 27       | 3      | 2           | 1          |
| N. de Préville   | 27       | 5       | 5           | 0          | 0               | 0               | 0               | 0               | 27       | 5      | 5           | 0          |
| G. Mikautadze    | 1        | 0       | 0           | 0          | 0               | 0               | 0               | 0               | 1        | 0      | 0           | 0          |
| F. Boulaya       | 24       | 4       | 1           | 1          | 1               | 0               | 0               | 0               | 25       | 4      | 1           | 1          |
| O. Nguette       | 26       | 2       | 1           | 0          | 1               | 0               | 0               | 0               | 27       | 2      | 1           | 0          |
| M.L. Gueye       | 14       | 0       | 0           | 0          | 0               | 0               | 0               | 0               | 14       | 0      | 0           | 0          |
| D. Lamkel Zé     | 9        | 3       | 2           | 0          | 0               | 0               | 0               | 0               | 9        | 3      | 2           | 0          |
| L. Joseph        | 8        | 0       | 1           | 0          | 0               | 0               | 0               | 0               | 8        | 0      | 1           | 0          |
| P. Yade          | 18       | 0       | 3           | 0          | 1               | 0               | 0               | 0               | 19       | 0      | 3           | 0          |
| L. Mafouta       | 15       | 2       | 0           | 0          | 0               | 0               | 0               | 0               | 15       | 2      | 0           | 0          |
| V. Gonçalves     | 3        | 0       | 1           | 0          | 0               | 0               | 0               | 0               | 3        | 0      | 1           | 0          |